# کوزینکا (استان بلگورود)
کوزینکا (انگلیسی: Kozinka, Belgorod Oblast) یک شهرک در بخش گرایفسکی استان بلگورود کشور روسیه است.